# حرب النجوم: حرب المستنسخين (مسلسل تلفزيوني 2003)
حرب النجوم: حرب المستنسخين (بالإنجليزية: Star Wars: Clone Wars)‏ هو مسلسل رسوم متحركة أمريكي قصير من إنتاج وإخراج جيندي تارتاكوفسكي لصالح كرتون نتورك، تدور أحداثه في عالم حرب النجوم، وتحديدًا بين أفلام حرب النجوم الجزء الثاني: هجوم المستنسخين وحرب النجوم الجزء الثالث: انتقام السيث، وهو من بين أوائل العديد من الأعمال التي تستكشف حروب المستنسخين. يتتبع المسلسل تصرفات شخصيات ثلاثية الأفلام التمهيدية المختلفة، ولا سيما الجيداي والجنود المستنسخين، في حربهم ضد جيوش الروبوتات التابعة لاتحاد الأنظمة المستقلة والسيث.

## وصلات خارجية
- حرب النجوم: حرب المستنسخين (مسلسل تلفزيوني 2003) على موقع IMDb (الإنجليزية)
- حرب النجوم: حرب المستنسخين (مسلسل تلفزيوني 2003) على موقع ميتاكريتيك (الإنجليزية)
- حرب النجوم: حرب المستنسخين (مسلسل تلفزيوني 2003) على موقع روتن توميتوز (الإنجليزية)
- حرب النجوم: حرب المستنسخين (مسلسل تلفزيوني 2003) على موقع أول موفي (الإنجليزية)
- حرب النجوم: حرب المستنسخين (مسلسل تلفزيوني 2003) على موقع فيلمافينيتي (الإسبانية)
- حرب النجوم: حرب المستنسخين (مسلسل تلفزيوني 2003) على موقع كينوبويسك (الروسية)
- حرب النجوم: حرب المستنسخين (مسلسل تلفزيوني 2003) على موقع ألو سيني (الفرنسية)
- حرب النجوم: حرب المستنسخين (مسلسل تلفزيوني 2003) على موقع قاعدة بيانات الفيلم (الإنجليزية)